# Dwór w Modliszewicach
Dwór w Modliszewicach – zabytkowy dwór obronny w centrum wsi Modliszewice w powiecie koneckim, w województwie świętokrzyskim.

## Historia dworu
Dwór został ufundowany przez Andrzeja Dunina-Modliszewskiego w końcu XVI wieku na miejscu drewnianego dworu z XV wieku, zbudowanego przez Odrowążów. W XVII wieku dwór przeszedł na własność biskupa Jana Lipskiego herbu Łada, późniejszego prymasa. W latach trzydziestych XVII wieku w północnej części wyspy wzniósł on piętrowy budynek bramny i otoczył dwór murem obwodowym. Następnymi właścicielami byli Humięccy, a przez małżeństwo Izabeli Humięckiej z Janem Małachowskim wieś dostała się w pierwszej połowie XVIII wieku rodzinie Małachowskich herbu Nałęcz. Wówczas dobudowano przyległy budynek zwany kuźnią.
W końcu XIX wieku obiekt został sprzedany Tarnowskim, którzy nie przeprowadzili żadnych prac remontowych. Budynek został opuszczony w połowie XIX wieku i zaczął podupadać. Rozebrano wówczas południowe skrzydło.
W trakcie II wojny światowej w Modliszewicach miał siedzibę niemiecki zarządca Kreislandwirt Fitting, który został zlikwidowany przez dowódcę II Zgrupowania Partyzanckiego Waldemara Szwieca „Robota” w czasie spektakularnej akcji w 1943 roku. W latach 1983–1985 dwór został częściowo odbudowany i zabezpieczony przed zniszczeniami. W latach 1985–1990 kontynuowano jego odbudowę.
W latach 1986–1987 na terenie dworu prowadzone były badania archeologiczne. W 1990 roku przerwano renowację ze względu na brak środków finansowych. Obecnie dwór jest własnością Świętokrzyskiego Ośrodka Doradztwa Rolniczego.

## Opis
Dwór w Modliszewicach zawiera w sobie wszystkie elementy charakterystyczne dla siedziby zamożnego szlachcica polskiego z drugiej połowy XVI wieku Autorem projektu dworu w stylu renesansu włoskiego był najprawdopodobniej słynny włoski architekt Santi Gucci. Obiekt jest budowlą obronną, dwukondygnacyjną, zbudowaną z kamienia oraz cegły na fundamencie z łamanego wapienia. Wznosi się na niewysokim sztucznym wzniesieniu na wyspie. Ma plan prostokąta o wymiarach 10,8×27 m. W narożach budynku wybudowano dwie cylindryczne piętrowe wieże strzelnicze nakryte dachem. Do dworu wchodziło się wachlarzowatymi schodami od strony północnej. Wejście zlokalizowane było na wysokości pierwszej kondygnacji nad trójarkadowym ryzalitem. Według zamierzeń architekta, miał on pełnić funkcję krużganków. Nad trójarkadowymi krużgankami na wysokości pierwszego piętra znajduje się pięć otworów okiennych rozmieszczonych nierównomiernie w układzie trzy na dwa. Nad drzwiami można zauważyć łacińską inskrypcję będącą wierną kopią inskrypcji z Zamku na Wawelu. Uwagę zwraca bogate zdobienie kamiennych obramień okiennych w północnej elewacji budynku, co wskazuje na typową renesansową dekorację okienną. W XVI wieku na wyspę prowadził drewniany most zwodzony. Na stałym lądzie zakończony był kamienną bramą, mającą podobne cechy obronne. Jeszcze w XVI w. do południowej elewacji dobudowano kolejne skrzydło mieszkaniowe, a w XVII wieku wyspa od wschodu i południa została otoczona murem. Dziś dwór leży nad dużym stawem, który jest pozostałością fosy.

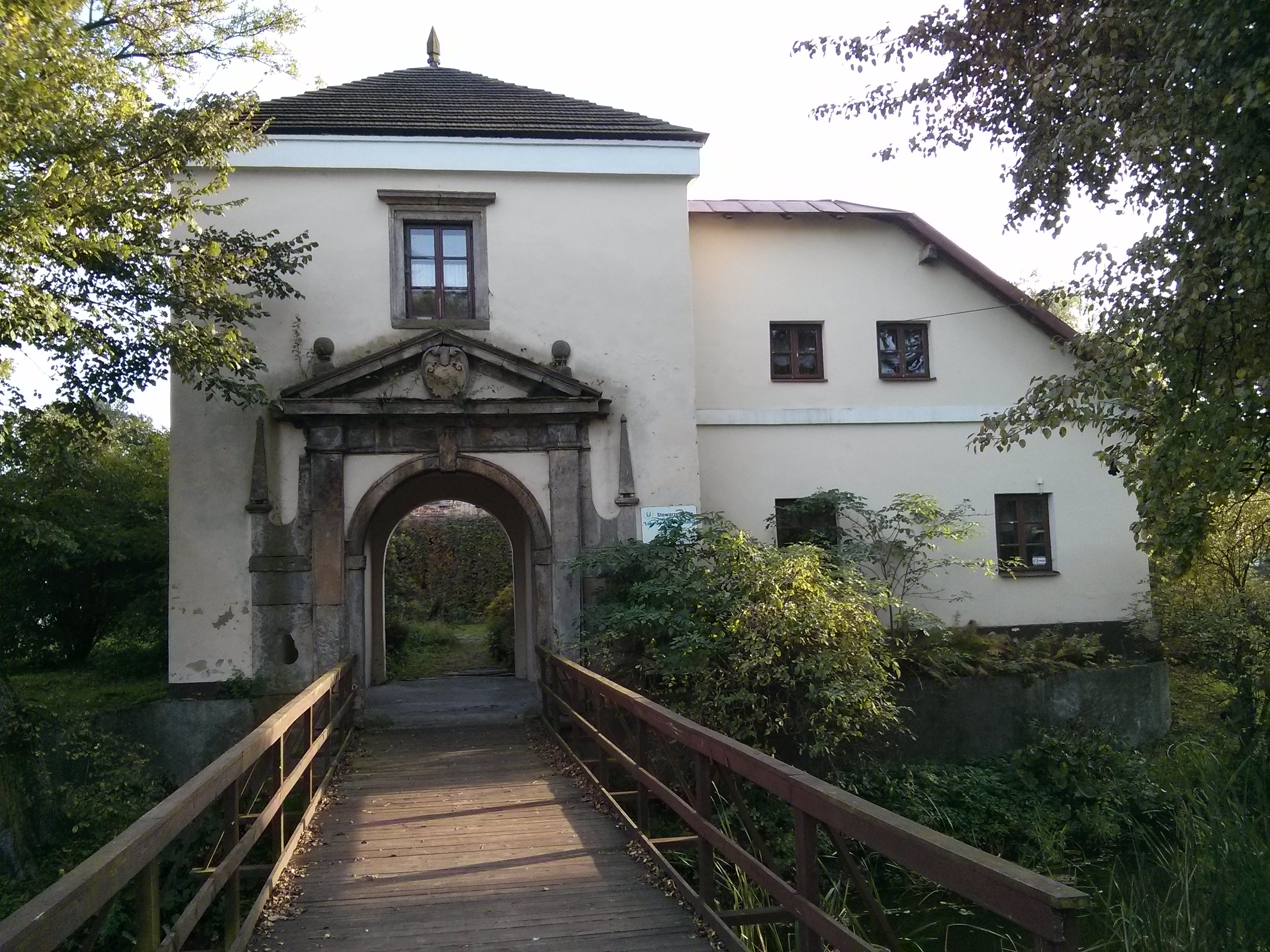
Portal z herbem
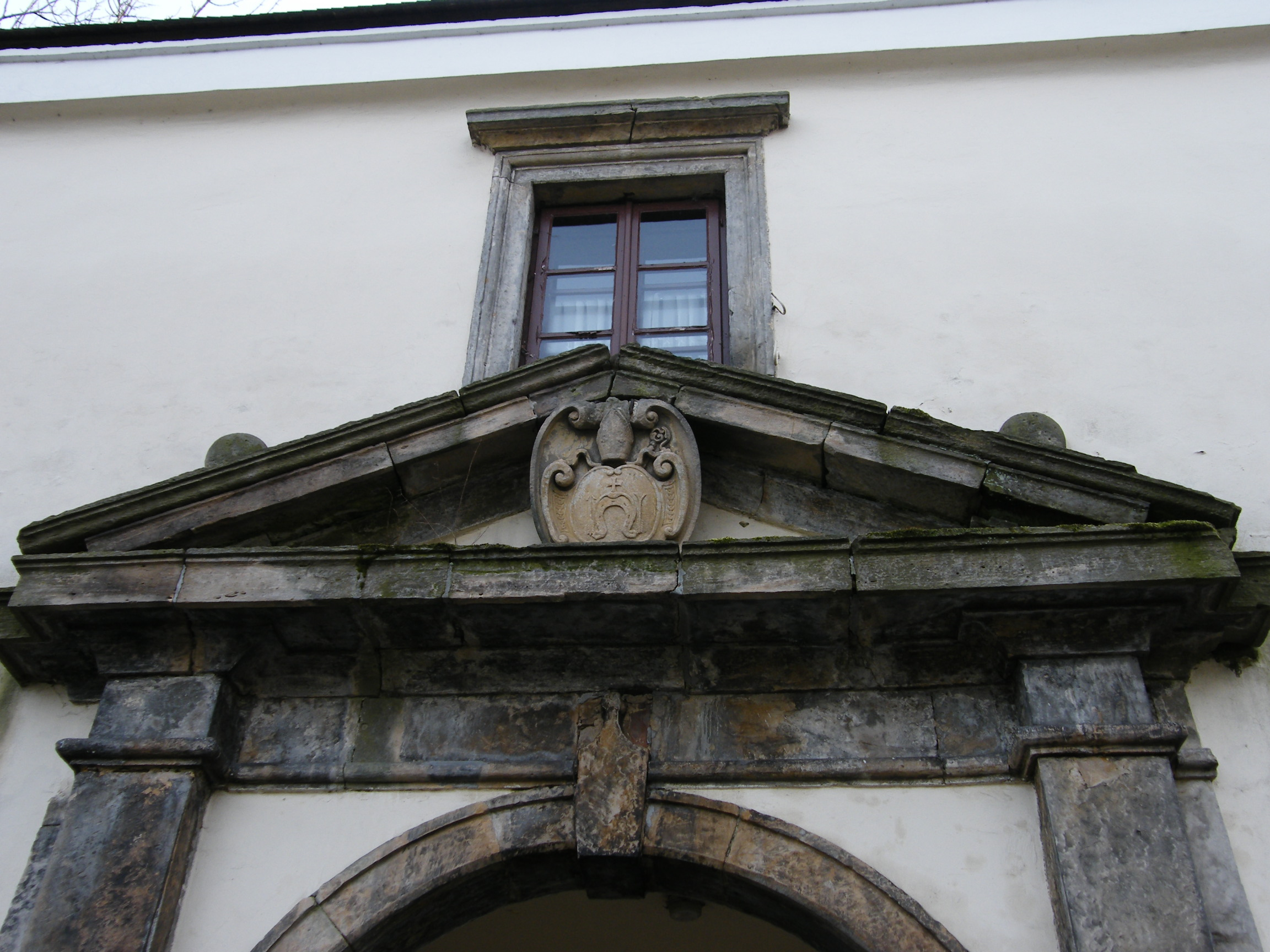
Fronton z herbem Łada
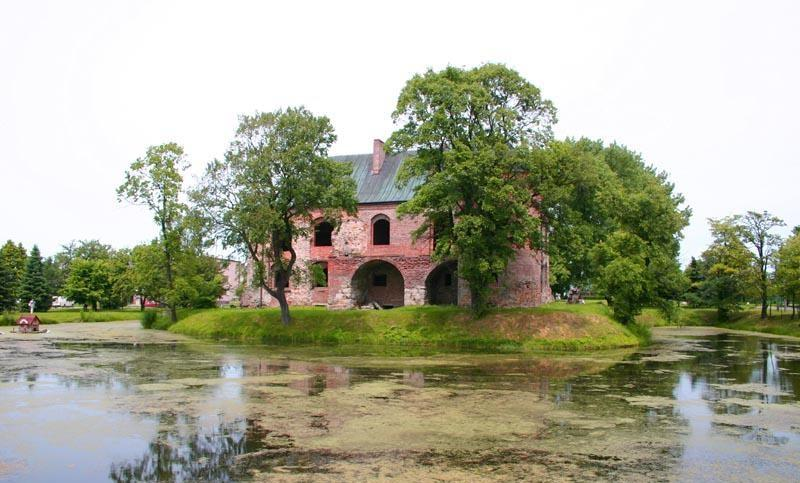
Dwór otoczony stawem
Herb Łada Jana Lipskiego